# Белий Лом
Бе́лий Лом (болг. Бели Лом) — село в Разградській області Болгарії. Входить до складу общини Лозниця.

## Населення
За даними перепису населення 2011 року у селі проживали 747 осіб.
Національний склад населення села:
| Національність   | Кількість осіб | Відсоток |
| ---------------- | -------------- | -------- |
| турки            | 719            | 99,6%    |
| болгари          | 3              | 0,4%     |
| цигани           | 0              | 0%       |
| інша             | 0              | 0%       |
| не визначились   | 0              | 0%       |
| Всього відповіли | 722            |          |

Розподіл населення за віком у 2011 році:
Динаміка населення: